# Phaeanthus ophthalmicus
Phaeanthus ophthalmicus är en kirimojaväxtart som först beskrevs av William Roxburgh och George Don den yngre och som fick sitt nu gällande namn av James Sinclair.
Phaeanthus ophthalmicus ingår i släktet Phaeanthus och familjen kirimojaväxter. Inga underarter finns listade i Catalogue of Life.